# Ordbok

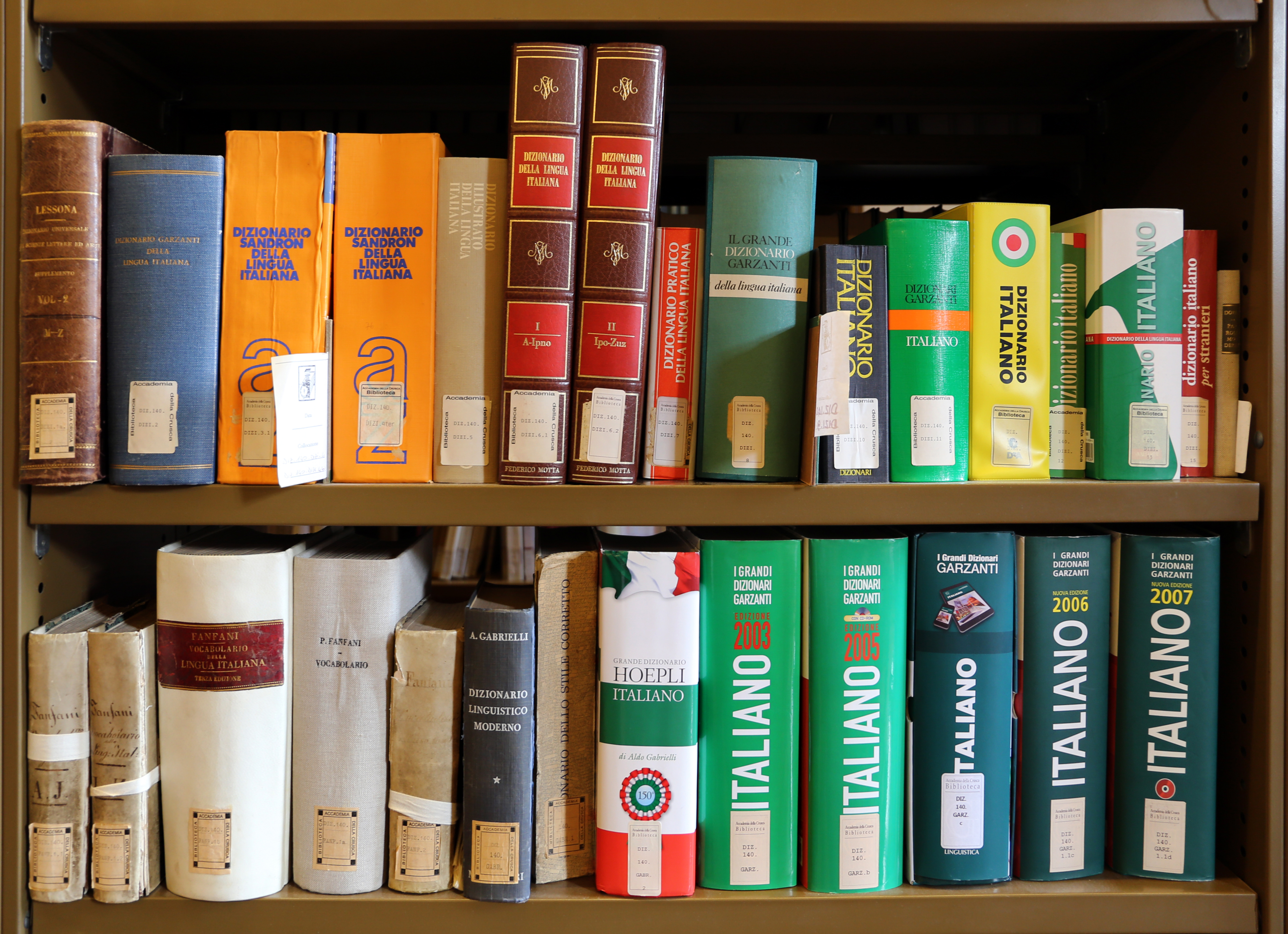
Ordböcker

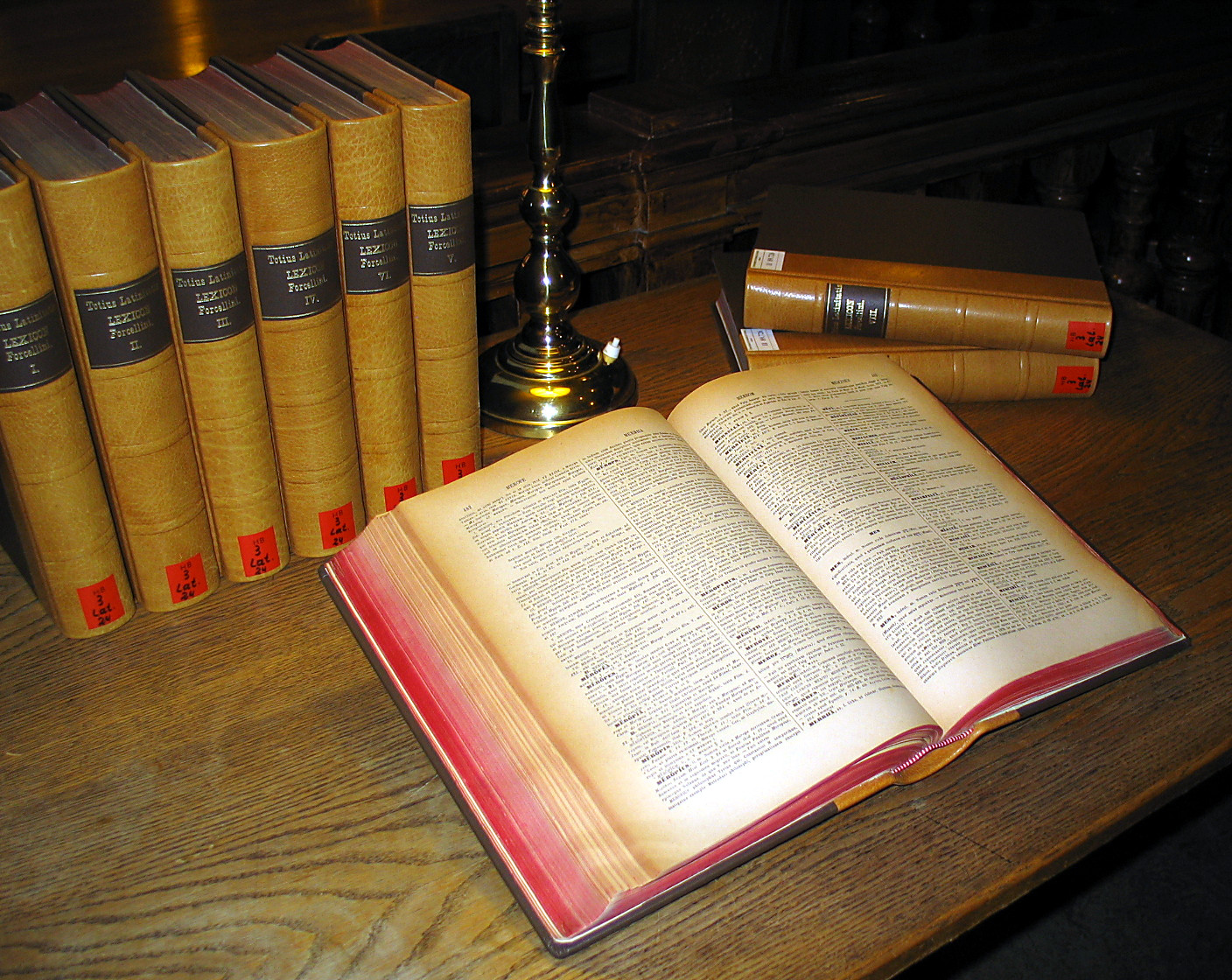
En latinsk ordbok i flera band.

En ordbok eller ett lexikon är en ordnad (ofta alfabetisk) uppräkning av ord från ett språk eller ämnesområde med en förklaring av ordets betydelse på samma språk eller ett annat språk. Man skiljer mellan en ordbok från en ordlista och en encyklopedi (uppslagsverk).
En ordlista ger endast en kortfattad (eller ingen) betydelseuppgift, ofta med ett enda exempel, men däremot information om ordens stavning och böjning, alltså rent formmässig information.
Ett uppslagsverk eller en encyklopedi innehåller innehållsmässig information. Skillnaden uppehålls inte i praktiken. En ordbok innehåller ofta korta förklaringar om betydelsen av vissa ord. I en encyklopedi vill man exempelvis ofta ange etymologisk information om ett ord för att fördjupa förståelsen av dess betydelse för läsaren, och då kommer man lätt in på ordets form vid sidan av den innehållsrelaterade information som sedan följer. Distinktionen mellan ords form och innehåll, och därmed distinktionen mellan ordböcker och encyklopedier, går därmed inte att upprätthålla helt och hållet. Ytterligare ett argument för detta hämtat från språkfilosofi är att orden själva inte har uppkommit i ett vakuum oberoende av vad de fått beteckna. Orden är inte neutrala etiketter som vi kan sätta godtyckligt på saker i verkligheten. Orden är sammanflätade med vad de betecknar och därmed kan vi inte helt och hållet särskilja deras form och innehåll.
Den mest kända svenska ordboken är Svenska akademiens ordbok som finns tillgänglig på nätet. Akademien ger även ut Svenska Akademiens ordlista över svenska språket.
En ordbok kan också vara en tvåspråkig bok som översätter ord mellan två språk utan att förklara ordens betydelse. Till exempel en svensk-tysk ordbok översätter från svenska till tyska (eller i båda riktningarna).

## Svenska ordböcker
- Nationalencyklopedins ordbok (NEO)
- Svenska Akademiens ordbok (SAOB)
- Svensk ordbok utgiven av Svenska Akademien (SO)
- Svensk etymologisk ordbok

### Svenska online-ordböcker (urval)
- sv.wiktionary.org Ordbok som är systersajt till Wikipedia.
- http://spraakbanken.gu.se/lb/konk/ Språkbankens Konkordanser, sök ord med betydelser i bl.a. SAOL 11.
- Den Stora Svenska Ordlistan - DSSO är en fri svensk ordlista. Den kan redigeras online och omfattar mer än 200.000 ord i grundform.
- https://www.dictionaries24.com/se/ - Ordbok. 31 språkordböcker.